# Azur (satellite)
Azur (anche noto come GRS o GRS 1, [Western] German Research Satellite, cioè Satellite di ricerca della Germania [Occidentale]) è stato il primo satellite artificiale tedesco (precisamente, della Germania Occidentale).
È stato lanciato nel 1969 con l'ausilio della NASA, così come già Ariel 1, San Marco 1 ed ESRO-2B (anch'essi lanciati attraverso lanciatori Scout), ma non Astérix. La collaborazione tra il BMwF ("Bundesministerium fur Wissenschaftliche Forschung", il Ministero della Ricerca scientifica tedesco-occidentale) e la NASA iniziò nel 1965 e portò alla formazione del personale che avrebbe poi organizzato il lancio (come già per il San Marco 1)
.
Come quasi tutti i primi satelliti messi in orbita dalle varie Nazioni, si trattava di un satellite scientifico: ha consentito di approfondire lo studio delle fasce di van Allen, delle particelle energetiche solari e delle aurore polari. Gli esperimenti si sono dovuti interrompere dopo appena un anno, nel luglio 1970, a causa di malfunzionamenti del sistema di telemetria.